# ROCK IN JAPAN FESTIVAL

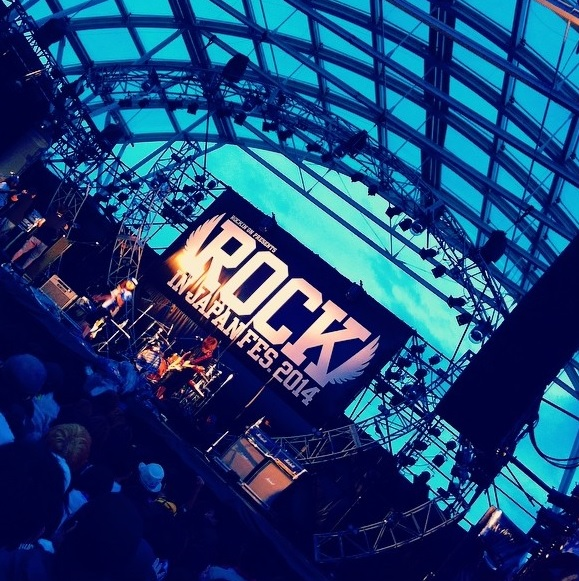
2014年度ROCK IN JAPAN FESTIVAL開場情況

ROCK IN JAPAN FESTIVAL（日语：ロック・イン・ジャパン・フェスティバル）是毎年8月於日本千葉縣千葉市的蘇我運動公園舉行的搖滾音樂節。ROCK IN JAPAN FES.由rockin'on主辦。自2000年開始至2021年在茨城縣常陸那珂市的國營常陸海濱公園舉行。每年都有大量的日本國內音樂人參加，是日本最大型的野外搖滾音樂節。

## 舞台
- GRASS STAGE：设立于草地上，为最大的舞台，可容纳约6万人。
- PARK STAGE：2009年设，在树木包围的草地中，可容纳约1万2千人。
- LAKE STAGE：设立于湖面之前，可容纳约1万人。
- SOUND OF FOREST：2005年设，可容纳约8千人。
- BUZZ STAGE：前称DJ BOOTH，可容纳约4500人。
- WING TENT：2006年设，可容纳约4000人。
- HILLSIDE STAGE：2016年设，可容纳约4000人。

## 外部連結
- 官方網站（页面存档备份，存于）